# Historia językoznawstwa

## Starożytne Indie
Według najbardziej rozpowszechnionego poglądu gromadzenie wiedzy językoznawczej rozpoczęło się w Indiach. W kraju tym dominowała empiryczna tradycja opisowa, a więc taka, która kładzie nacisk na opis konkretnych faktów językowych. Językoznawstwo pojawiło się w pierwszym tysiącleciu p.n.e. jako odpowiedź na konkretną potrzebę, to jest w celu tłumaczenia starożytnych tekstów religijnych, zawartych w księgach wiedzy, zwanych wedami. Niektóre z tych tekstów pochodziły z XV w. p.n.e.
Najstarsza znana gramatyka pochodzi z V–IV w. p.n.e. Jej autorem był Panini (dewanagari पाणिनि). Zawiera ona ok. 4 tysięcy reguł, czyli sutr. Szereg pojęć i definicji w niej użytych pozostaje aktualnych do dziś, np. rozróżnienie głoski i litery, precyzyjna klasyfikacja głosek, wykrycie i opis zasad kombinatoryki głosek, rozróżnianie pojęć takich jak fleksja i słowotwórstwo, morfologiczna struktura wyrazu, klasyfikacja części mowy.
Legenda mówi, że Panini miał problemy z opanowaniem gramatyki sanskryckiej. Nie mógł nauczyć się wyjątków i modlił się do Śiwy o pomoc. Bóg dał mu wgląd w strukturę języka, którą Panini potem opisał. Pierwszy europejski przekład dzieła Paniniego powstał w połowie XIX w. i wywarł wyraźny wpływ na umocnienie się w kulturze europejskiej myślenia w kategoriach struktury. Europejskie gramatyki strukturalne powstały dopiero w XX wieku.
Tradycyjne gramatyki łaciny czy greki zawierają olbrzymią liczbę wyjątków, które trzeba opanować pamięciowo. Panini potraktował sprawę inaczej – usystematyzował wszystkie reguły funkcjonujące w obrębie języka. Wychodząc od reguł najniższego rzędu, przez reguły wyższego rzędu, reguły łączliwości poziomej i pionowej, do metareguł i potem znowu schodząc w dół, stworzył spójny system. W ten sposób zapełnił wszystkie miejsca, które były pojedynczymi przypadkami. To, co dla nas jest wyjątkiem, tam jest ilustracją reguły. Całkowitym novum było również przypisanie wszystkim kolejnym regułom arbitralnie dobranych symboli (głosek i ich kombinacji) o ustalonym raz na zawsze znaczeniu. Gramatyka ta jest skonstruowana niczym algebra. Składających się na nią kilku tysięcy reguł zaczynają się uczyć już dzieci.

## Grecja i Rzym
Tradycja grecka i rzymska od VII w. p.n.e. w większym stopniu badała ogólne problemy języka np. istotę języka, stosunek języka do logiki (czy za pomocą języka myślimy?), retoryki, poetyki. Tradycja antyczna jest objaśnieniowa. Istniał spór filozofów, którego tematem był język. Analogiści rozpatrywali język z punktu widzenia logiki, bo język ma charakter logiczny. Anomaliści utrzymywali, że w języku rządzą anomalie i wszystko się w nim zmienia – koncepcja ta związana była z retoryką i poetyką.
Z tradycją antyczną związanych jest kilka pojęć:
- teoria nominacji (nazywania) – język za pomocą znaków określa świat;
- etymologia (źródłosłów) – nauka o pochodzeniu wyrazów, zmianach ich znaczenia i formy w miarę upływu czasu;
- teoria physei – teoria fizycznego pochodzenia wyrazu głosząca, że nazwy zależą od świata i od przedmiotu;
- teoria thesei – twierdzi, że nazwy nie należą od przedmiotu, ale są konwencjonalne, czyli należą do ludzi;
- onomatopeja – naśladowanie dźwięków.

W tradycji greckiej występuje też językoznawstwo opisowe, którym zajmowała się szkoła aleksandryjska. W IV–II w. p.n.e. przy bibliotece aleksandryjskiej istniał ośrodek badań nad językiem i tekstem, który stosował wieloaspektowy opis filozoficzny dotyczący różnych właściwości tekstu, a więc opis wszystkiego, co jest w tekście. Ustalono podział na części mowy, opisano deklinacje i koniugacje, ustalono zasady opisu składni. Z ośrodkiem tym związany był Dantus Aelius, którego „Sztuka gramatyki” była podstawowym podręcznikiem języka łacińskiego w całej Europie przez tysiąc lat.

## Chiny
W starożytnych Chinach powstał kolejny opis języka, inny niż dotąd wymienione. Obiektem opisu był tu język zupełnie innego typu. Język chiński jest bowiem językiem izolującym, w którym występują jednosylabowe, niezmienne morfemy – rdzenie. Dla morfemu, a właściwie sylabomorfemu, zarezerwowany jest specjalny znak graficzny – ideogram (hieroglif). Relacje gramatyczne w zdaniu kształtowane są przez szyk wyrazów (morfemów), np. nán shān – południowe góry, shān nán – na południe od gór. Dodatkowo używa się morfemów funkcyjnych, takich jak specjalny wykładnik referentności – de, który oznacza, że dany przedmiot jest teraz przedmiotem obserwacji, np. zhèr rén – tutejszy człowiek, zhèr de rén – człowiek, który się tu znajduje.
W języki chińskim (podobnie jak w angielskim) nie ma więc fleksji, czyli morfologii i gramatyki w europejskim tego słowa znaczeniu. Dlatego też pierwsze badania chińskich językoznawców dotyczyły leksykologii i leksykografii, a więc morfemów i ich znaczeń, a nie gramatyki. Chińczykom zawdzięczamy słownik z III–II w. p.n.e. Shuōwén, zawierający ok. 10 tysięcy morfemów (de facto ideogramów) i opisujący ich znaczenie i pochodzenie. A zatem w tradycji chińskiej istniała także etymologia. Morfemy podzielono na 6 klas tematycznych, np. przedmioty, właściwości, stany, czynności. Klasyfikacja ta obowiązywała do XIX w. Chińczycy zwrócili uwagę na logiczny aspekt języka.

## Średniowiecze
W okresie średniowiecza interesowano się językiem łacińskim, kontynuowano i poszerzano osiągnięcia epoki antycznej. Efektem uzupełnienia wiedzy przeniesionej ze starożytności jest gramatyka Priseiana intitiones gramatica w 18 tomach. W całej humanistyce i filozofii panowała zasada racjonalizmu i idea gramatyki uniwersalnej. Badacze uważali, że historia języków jest podobna, ale wynikało to z ich niewiedzy. Gramatykę łacińską uważano za gramatykę wzorcową (uniwersalną).

## Epoka nowożytna
W Europie język łaciński przestał być językiem oficjalnym, pojawiły się filologie narodowe: francuska, niemiecka, angielska, słowiańska ... W XVIII w. rozpowszechniały się relatywizmy (antyuniwersalizmy). Badacze uznali, że języki bardzo się od siebie różnią (językoznawstwo konkretatywne – rozróżnianie wyraźnych cech języków). Abu Hayan at Tauhaidi, arabski filozof, uważał, że język związany jest z kulturą i historią narodu. W XVII w. pojawiła się typologia lingwistyczna. Za jej twórcę lub prekursora uważa się ekonomistę Adama Smitha, który jest też autorem pierwszej typologii języków europejskich.
W XIX wieku rozwijało się językoznawstwo historyczne. Pojawiło się ono dzięki badaczowi angielskiemu Williamowi Jonesowi, który odkrył dla Europy sanskryt – starożytny język Indii. Wykazał on radykalne podobieństwo sanskrytu do języków europejskich. Uznano, że przyczyna tego podobieństwa leży w historii. Powstała w ten sposób komparatystyka, czyli językoznawstwo porównawcze. Badania sanskrytu dały podstawę, aby wskazać źródło, z którego wywodzi się większość języków Europy (z wyjątkiem baskijskiego, węgierskiego, fińskiego, estońskiego, tureckiego i kilku pomniejszych języków używanych w okolicach Uralu) i wiele języków Azji południowej i zachodniej. Badacze, którzy tworzyli językoznawstwo historyczno-porównawcze, często kojarzeni są z romantykami. Wyraz swego zainteresowania wspólnym pochodzeniem Słowian dał w swoich dziełach Adam Mickiewicz.
W istocie pracę językoznawców przełomu XVIII i XIX wieku charakteryzowało szczególne zainteresowanie historią i genezą języków, charakterystyczne dla tematyki doby romantyzmu. Działania te są ściśle powiązane z kształtowaniem się nowoczesnych koncepcji narodów. Dziewiętnastowieczni lingwiści podejmowali próby wyznaczenia granic wspólnot językowych oraz przedstawiali każdą z nich jako spadkobierczynię identycznych dóbr kulturowych, właściwych danej grupie. Wprowadzono do nauki pojęcie rodziny językowej na oznaczenie grupy języków powstałych w wyniku stopniowej ewolucji jednego prajęzyka (grupa słowiańska, germańska, łacińska lub romańska, szerzej: indoeuropejska, chamito-semicka i in.).
Podstawową metodą językoznawstwa porównawczego stała się rekonstrukcja, polegająca na odtworzeniu historycznych form (stanów) językowych.